# Izydor Borowski
Izydor Borowski, również Borowski-Radziwiłł (ur. ok. 1770, 1776 lub 1803, zm. 24 czerwca 1838) – polski emigrant, być może pochodzenia żydowskiego, domniemany oficer (generał?) armii perskiej; uważany za uczestnika powstania kościuszkowskiego i oficera Legionów Polskich, a także za współpracownika i generała wojsk Simóna Bolívara, bohatera walk o niepodległość Ameryki Południowej.
Informacje na temat pochodzenia i działalności Izydora Borowskiego sprzed jego pobytu w Persji są sprzeczne i pozbawione źródeł z epoki.
Współcześni polscy autorzy opisujący postać Izydora Borowskiego (Wojciech Sulewski, prof. Maria Paradowska, dr hab. Danuta Mucha, Henryk Kosk, dr hab. Zbigniew Andrzej Judycki, dr Janusz Fedirko) nie podają żadnych źródeł, które potwierdzałyby udział Borowskiego w insurekcji kościuszkowskiej, jego służbę w Legionach Polskich i pobyt na San Domingo, udział w walkach w Ameryce Południowej u boku Simóna Bolívara i nominację generalską oraz przebieg służby w wojsku perskim i awans na tamtejszego generała lub wezyra.

## Domniemany życiorys
Według Encyclopædia Iranica urodził się ok. 1770 w Wilnie, a jego bratem miał był Leon Borowski, filolog i literat.
Według innych źródeł urodził się w 1776, był prawdopodobnie nieślubnym synem księcia Antoniego Radziwiłła, wychowywał w dworze szlacheckim położonym koło Pułtuska.
Jeszcze według innych źródeł był urodzonym w 1803 w Warszawie polskim Żydem, podającym się za nieślubnego syna księcia Radziwiłła i Żydówki i twierdzącym że jest polskim szlachcicem.
Wychowywał się w Stanach Zjednoczonych. Jako młodzieniec walczył w powstaniu kościuszkowskim, w szeregach 1 Brygady Kawalerii Narodowej przeszedł szlak bojowy tej jednostki. Po rozbiorach Polski wyjechał do Anglii, potem służył w Południowej Afryce i w Indiach.
W 1797 przybył do Włoch, wstąpił do Legionów Polskich gen. J.H. Dąbrowskiego, brał udział w walkach z wojskami austriackimi, papieskimi, weneckimi, neapolitańskimi i rosyjskimi. W Legionach otrzymał awans na podporucznika.
Walczył również na San Domingo, gdzie wybuchło antyfrancuskie powstanie byłych niewolników. Na początku 1803, w stopniu porucznika, porzucił służbę wojskową i przystąpił do powstańców, następnie przyłączył się do korsarskiego „Bractwa Wybrzeża”, a w 1806 przystał do oddziału gen. Francisco de Mirandy, podczas walk z Hiszpanami został ranny.
Od 1810 towarzyszył Simónowi Bolívarowi, został jego adiutantem, a w 1816 roku generałem, wziął udział w wojnie wyzwoleńczej ludów Ameryki Południowej, zorganizował wywiad wojsk powstańczych. Był dowódcą wyprawy która przeszła Andy i miał znaczący udział w zwycięskiej bitwie pod Boyacá z Hiszpanami (7 sierpnia 1819), a wg niektórych źródeł dowodził wojskami podczas tej bitwy. Przez jedenaście lat Borowski był w bliskim kręgu współpracowników Bolívara, wyróżniając się wielką odwagą oraz uzdolnieniami strategicznymi i organizacyjnymi.
Przebywał w Egipcie, pod komendą Muhammada Alego paszy, tam utrzymywał się z lekcji angielskiego i matematyki.
Około 1821 albo 1831 przybył do Persji, tam został emirem, z czasem awansował na wezyra, został dowódcą wojsk perskich walczących przeciwko Afganom i emiratom arabskim. Zreorganizował piechotę armii perskiej na wzór francuski.
Służył u boku następcy tronu Abbasa Mirzy, a po śmierci swego protektora (1833) pomógł objąć władzę jego synowi, Mohammadowi Mirzy. Gdy
szach Persji nakazał zdobycie afgańskiej twierdzy Herat, to powierzył Borowskiemu naczelne dowództwo wojskowe liczących kilkadziesiąt tysięcy sił oblężniczych oraz taborów. W Persji Borowski był uważany za reprezentanta interesów brytyjskich, jednak przeszedł na stronę Rosji (rywalizującej z Wielką Brytanią o wpływy w Azji Środkowej) i został zastrzelony podczas oblężenia Heratu, jako dowódca wojsk oblegających twierdzę. Generał  Semineau, Francuz w służbie perskiej, twierdził, że Borowski został zabity strzałem w plecy, gdy Persowie cofali się spod twierdzy. Pochowano go w Isfahanie; uznawany jest za bohatera narodowego Persji.
Synem Izydora Borowskiego był Antoni Borowski (ok. 1803–1858), który z ojcem w 1821 znalazł się w Persji, także został oficerem. W 1850 odznaczył się w walkach przeciwko Afganom, uwieńczonych zdobyciem twierdzy Herat i uzyskał wtedy stopień generała.
Wg innych, różniących się wersji jego żoną była gruzińska branka, albo Ormianka, z którą miał dwóch synów: pierwszy, Stanisław (zm. 1898) został nauczycielem, drugi, nieznany z imienia był urzędnikiem państwowym, popełnił samobójstwo.

## Kontrowersje
Podawana w niektórych źródłach data urodzenia 1803 roku wyklucza w sposób oczywisty udział Borowskiego w insurekcji kościuszkowskiej, służbę w Legionach Polskich we Włoszech i na San Domingo, a także czyni nieprawdopodobnym jego służbę w Ameryce Południowej i zajmowane stanowiska w armii Bolívara.
Jakichkolwiek informacji o Izydorze Borowskim brakuje w pracach polskich historyków zajmujących się epoką napoleońską i dziejami Legionów: Jana Pachońskiego, autora czterotomowego dzieła 
Legiony Polskie 1794-1807. Prawda i legenda (wyd. MON, 1969-1979) oraz Słownika biograficznego oficerów Legionów, i Adama Skałkowskiego, autora pracy pt. Polacy na San Domingo 1802-1809 (wyd. Poznańskie Towarzystwo Przyjaciół Nauk, 1921).
Postaci Izydora Borowskiego nie wymieniają biografowie Simóna Bolívara: polski historyk Tadeusz Łepkowski (Simon Bolivar, Wiedza Powszechna, 1976), czeski historyk Jan Klíma (Simón Bolívar, Wydawnictwo Śląsk, 1988), ani brytyjski historyk Robert Harvey (Libertadores. Bohaterowie Ameryki Łacińskiej, Wydawnictwo W.A.B., 2004).
O Izydorze Borowskim i jego udziale w bitwie pod Boyacá nie wspomina praca kolumbijskich historyków Jorge Mauricio Cardony-Angarity, Danieli Trujillo Hassan i Roberta Ojedy Péreza pt. La organización social de los ejércitos en la batalla de Boyacá: reconstrucción georreferenciada.
Polski historyk orientalista Jan Reychman, powołując się na korespondencję Aleksandra Wereszczyńskiego (uczestnika powstania listopadowego i agenta polskiej emigracji w Turcji), podaje, że Borowski w 1831 roku namawiał podobno Persów do interwencji po stronie Polski, wcześniej służył u boku Bolivara w Ameryce Południowej i Mehmeda Ali w Egipcie, przytacza też fragment listu księcia Adama Czartoryskiego z 1836: jest w służbie perskiej pan Borowski, który acz od dzieciństwa wywieziony z Polski tyle zachował patriotyzmu, że za rewolucji naszej ostatniej [tj. powstania listopadowego] omal iż Abbas Mirzy do wojny nie skłonił. Wg Reychmana nieco więcej wiadomości o I. Borowskim dostarcza tylko J. Dutkiewicz, "Wojna persko-afgańska".
Z kolei polski historyk Jerzy Dutkiewicz w swojej pracy pt. Wojna persko-afgańska 1837-8 a sprawa polska nazywa Borowskiego oficerem (w stopniu pułkownika), którego książę Adam Czartoryski w 1834 poleca rządowi angielskiemu na instruktora w armii perskiej; autor ten pisze, że Borowski miał zatrzymać gońca angielskiego wysłanego z oblężonego Heratu do posła angielskiego w Persji, a następnie opisuje śmierć (generała) Borowskiego, który został zabity na początku oblężenia, prowadząc do szturmu batalion dezerterów rosyjskich, złożony przeważnie z Polaków. 
Dutkiewicz podaje, że Aleksander Chodźko (działający w tamtym czasie na Środkowym Wschodzie rosyjski agent dyplomatyczny) uważał, że Borowski walczył u boku Bolívara i był w służbie Muhammada Alego, ale Dutkiewicz cyt. "Starał się sprawdzić, czy Borowski walczył w Ameryce Południowej. Niestety poszukiwania dały wynik ujemny".
Inny polski historyk, Marceli Handelsman, autor biografii Adama Czartoryskiego, opisuje Borowskiego jako "generała z własnej nominacji", dowodzącego batalionem złożonym z Polaków dezerterów z armii rosyjskiej, przytacza nadto relację A. Chodźki o Borowskim: "Człowiek bez żadnych moralnych zasad, ale... wzniosłego umysłu szalonego".
Biogramu Izydora Borowskiego nie zawiera Słownik podróżników polskich Wacława i Tadeusza Słabczyńskich, ani Polski Słownik Biograficzny.